# Duffy (Ausztrália)
Duffy az ausztrál főváros, Canberra egyik elővárosa Weston Creek kerületben.  A 2006-os népszámlálás alapján 2942 fő lakik itt. Duffy városát Sir Charles Gavan Duffy iránti tiszteletből nevezték el, aki a nyolcadik elnöke volt Victoria államnak.  A városka utcáit ausztrál gátakról és rezervátumokról nevezték el. A település hivatalos földrajzi nevét 1970-ben fogadták el.
A 2003-as canberrai bozóttüzek 400 duffy-i otthont pusztítottak el, valamint a helyi benzinkutat is. A tűzvész során Duffy volt az a külváros, amely a legsúlyosabb károkat szenvedte. Narrabundah Hill, amely a külváros nyugati szélén fekszik, az Ausztrál Erdészet tulajdonában lévő terület, amely a bozóttüzek előtt az erdészet csemetekertjeként működött. 2005-ben a tűz által lecsupaszított hegyoldalakon újraerdősítésbe kezdtek az erdészet munkatársai.
A település utcái megtekinthetők a Google Street View (Utcakép) szolgáltatással.

## Fontosabb helyek a külvárosban

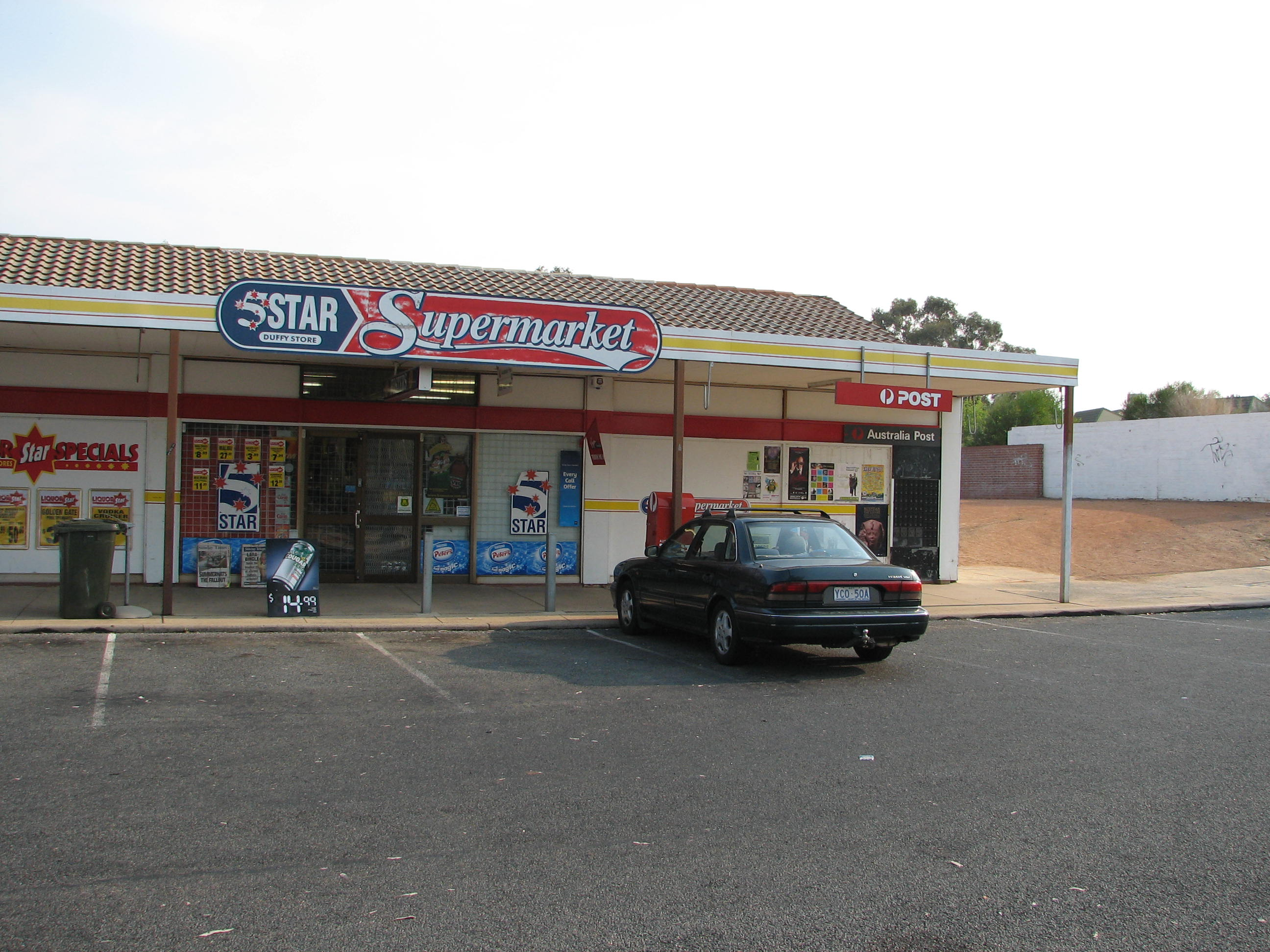
Duffy bevásárlóközpont

### Állami oktatási intézmények
- Duffy Preschool
- Duffy Primary School

## Tömegközlekedés
A fővárosból a 25-ös, 225-ös, 28-as, 29-es és a 925-ös buszjáratokon érhető el a város. A buszok összeköttetést biztosítanak még Coleman, Court és Woden városokkal. A taxikon és a buszokon kívül nem elérhető másfajta tömegközlekedési eszköz a városban.

## Földrajza
Duffy alatt a Deakin vulkán riodacit kőzeteinek lilás, zöldesszürkés kőzetei telálhatóak.

## Fordítás
Ez a szócikk részben vagy egészben  a   Duffy, Australian Capital Territory című angol Wikipédia-szócikk ezen változatának fordításán alapul.  Az eredeti cikk szerkesztőit annak laptörténete sorolja fel. Ez a jelzés csupán a megfogalmazás eredetét és a szerzői jogokat jelzi, nem szolgál a cikkben szereplő információk forrásmegjelöléseként.